# Johan Mengels Culverhouse
Johan Mengels Culverhouse, irrtümlich auch Johann Mongels Culverhouse (* 29. August 1820 in Rotterdam; † 18. Dezember 1894 in Philadelphia), war ein niederländisch-US-amerikanischer Genre-, Veduten- und Historienmaler.

## Leben

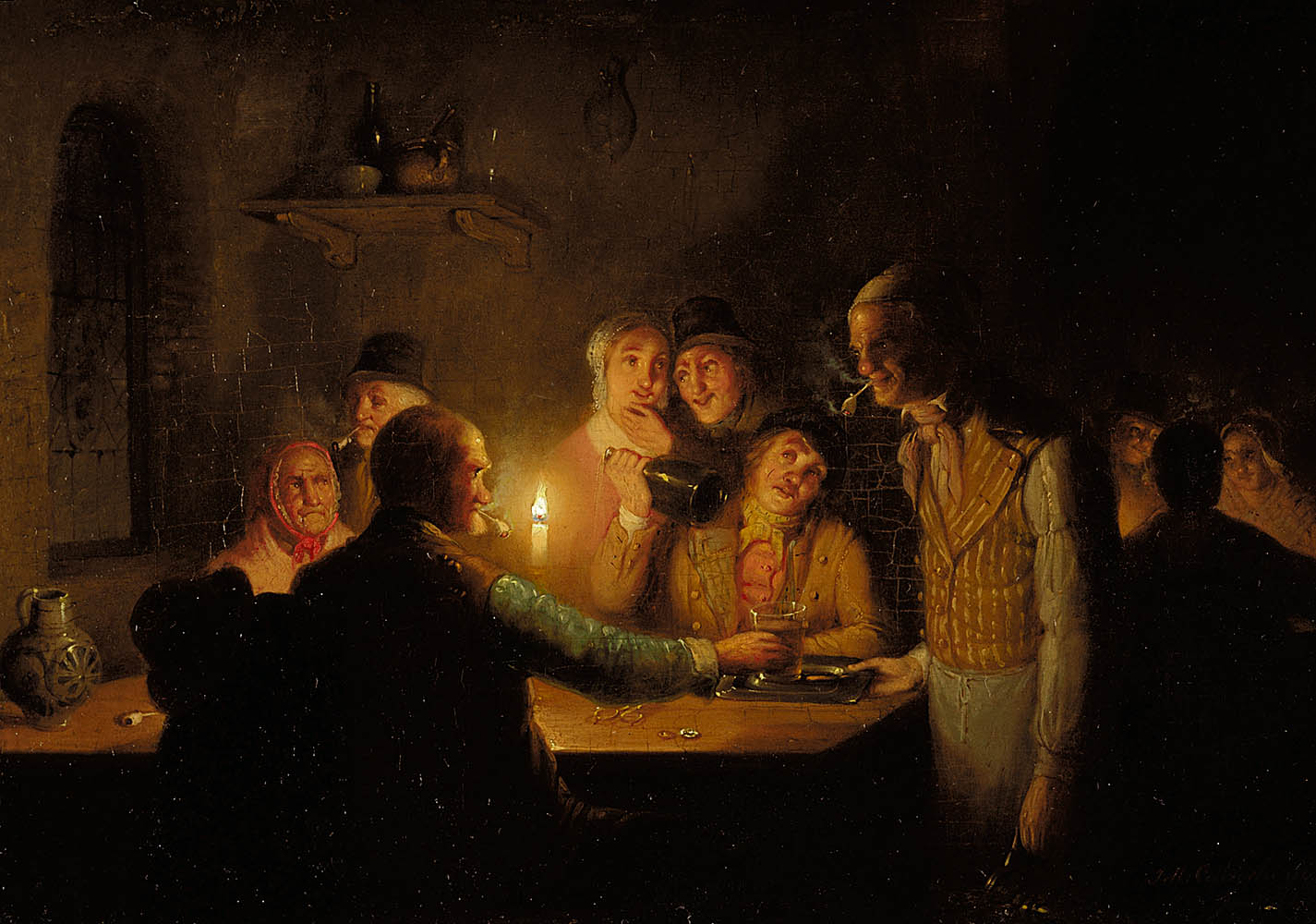
Kneipenszene, 1846, Smithsonian American Art Museum, Washington, D.C.

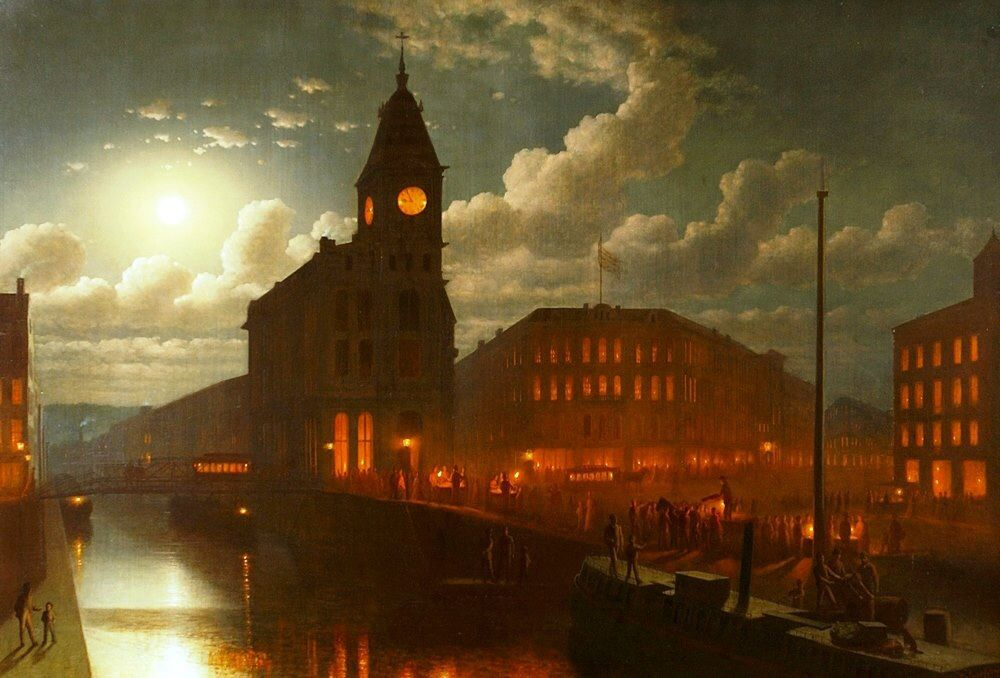
Mondlicht-Szene des Clinton Square am Eriekanal in Syracuse, 1871, Onondaga Historical Association, Syracuse

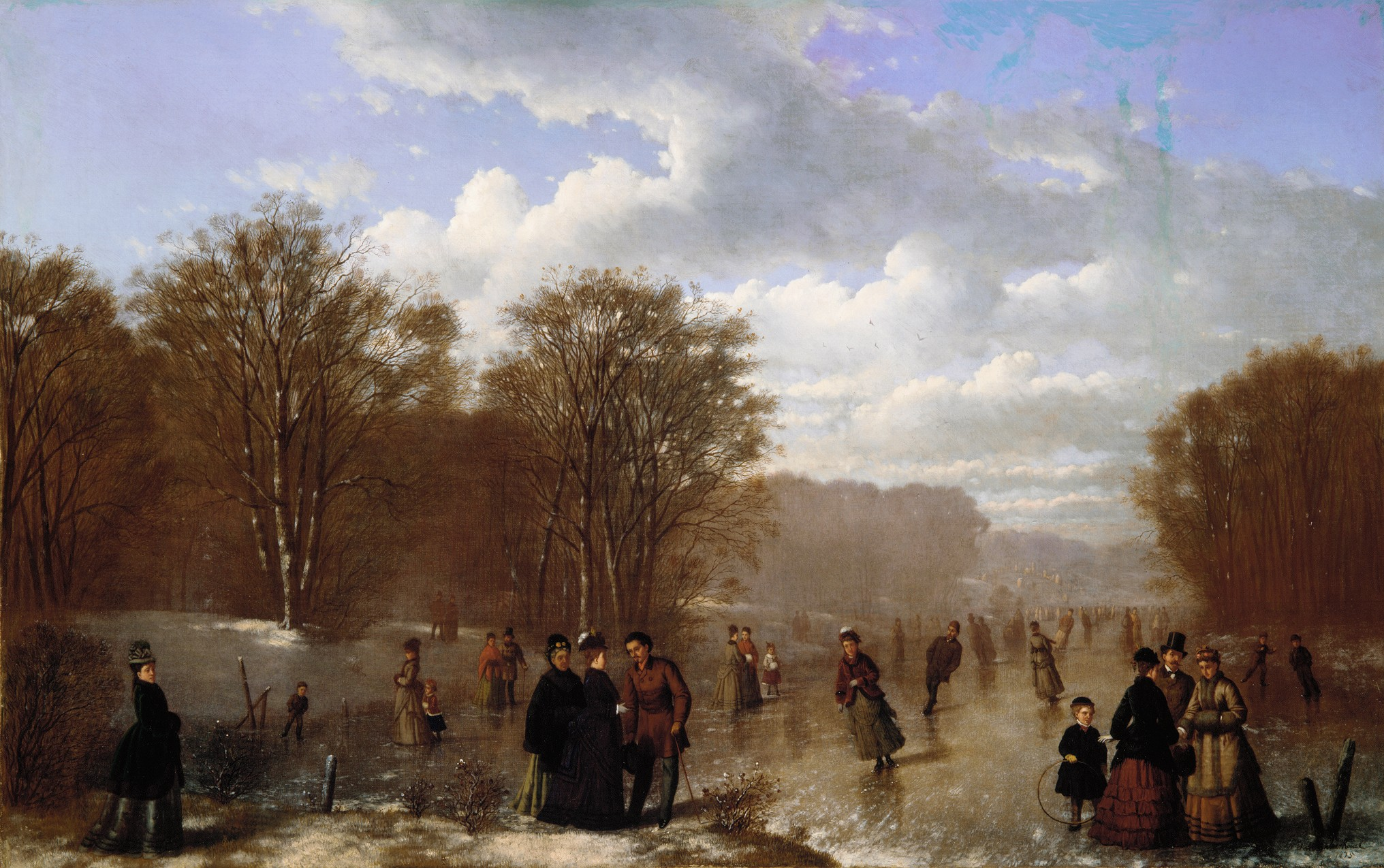
Skating on the Wissahickon, 1875, Metropolitan Museum of Art, New York City

Culverhouse war das vierte von sechs Kindern des britischen, in Rotterdam niedergelassenen Übersetzers Richard Culverhouse (1780–1848) und dessen niederländischer Ehefrau Cornelia Mengels (1791–1844). Nach Quellenangaben studierte er Malerei an der Kunstakademie Düsseldorf. Daher wird er zur Düsseldorfer Malerschule gerechnet. Dies ist jedoch nicht unumstritten, da er in den Schülerlisten der Düsseldorfer Akademie nicht auftaucht. Ebenso ist denkbar, dass er sich zu Studienzwecken im Umfeld der Königlich Preußischen Kunstakademie aufhielt und dort Privatunterricht nahm.
Ab 1843 hatte Culverhouse ein eigenes Atelier in Rotterdam. 1845 stellte er in Groningen aus, 1846 in Rotterdam. Im gleichen Jahr war er in Den Haag nachgewiesen. In den Niederlanden erwarb er sich bald den Ruf eines Spezialisten von häuslichen Genreszenen im romantischen Mondschein und Kerzenlicht. Um die Mitte des 19. Jahrhunderts reiste er in die Vereinigten Staaten. 1849 war er an einer Ausstellung der American Academy of the Fine Art beteiligt. Im gleichen Jahr stellte die American Art-Union sieben seiner Werke aus, kaufte sie und vertrieb sie an ihre Subskribenten, später noch einmal sechs Werke, die 1852 öffentlich versteigert wurden. 1851 stellten ihn das Boston Athenæum und die New Jersey Art-Union aus, 1852 die National Academy of Design und die Pennsylvania Academy of the Fine Arts.
Wohl in den späten 1850er Jahren, spätestens zu Beginn des Sezessionskrieges, kehrte Culverhouse nach Europa zurück, wo er 1857, 1859, 1861, 1863 und 1864 unter Angabe einer Pariser Adresse auf dem Salon de Paris vertreten war. Außerdem war er 1861 auf einer Ausstellung in Antwerpen und 1862 auf einer Ausstellung in Amsterdam vertreten.
In der Mitte der 1860er ging er wieder in die Vereinigten Staaten. Dort stellte er 1865 und 1866 unter Angabe einer New Yorker Adresse in der National Academy of Design aus. 1867 beschickte er eine Ausstellung der Pennsylvania Academy of the Fine Arts in Philadelphia. 1871/1872 lebte er eine Zeit in Syracuse, New York. 1877 und 1878 erwähnten ihn Ausstellungen der Brooklyn Art Association.
Zu den bevorzugten Motiven von Culverhouse gehörten Darstellungen des Schlittschuhlaufens, das an der nordamerikanischen Ostküste bereits durch niederländische Siedler eingeführt worden war und im Laufe des 19. Jahrhunderts als eine Freizeitbeschäftigung populär wurde. 1861 malte er Napoleon III and Empress Eugenie and their Court Skating at Bois de Boulogne, 1865 schuf er das Gemälde Skating in Central Park, 1875 das Bild Skating on the Wissahickon.